# Herero

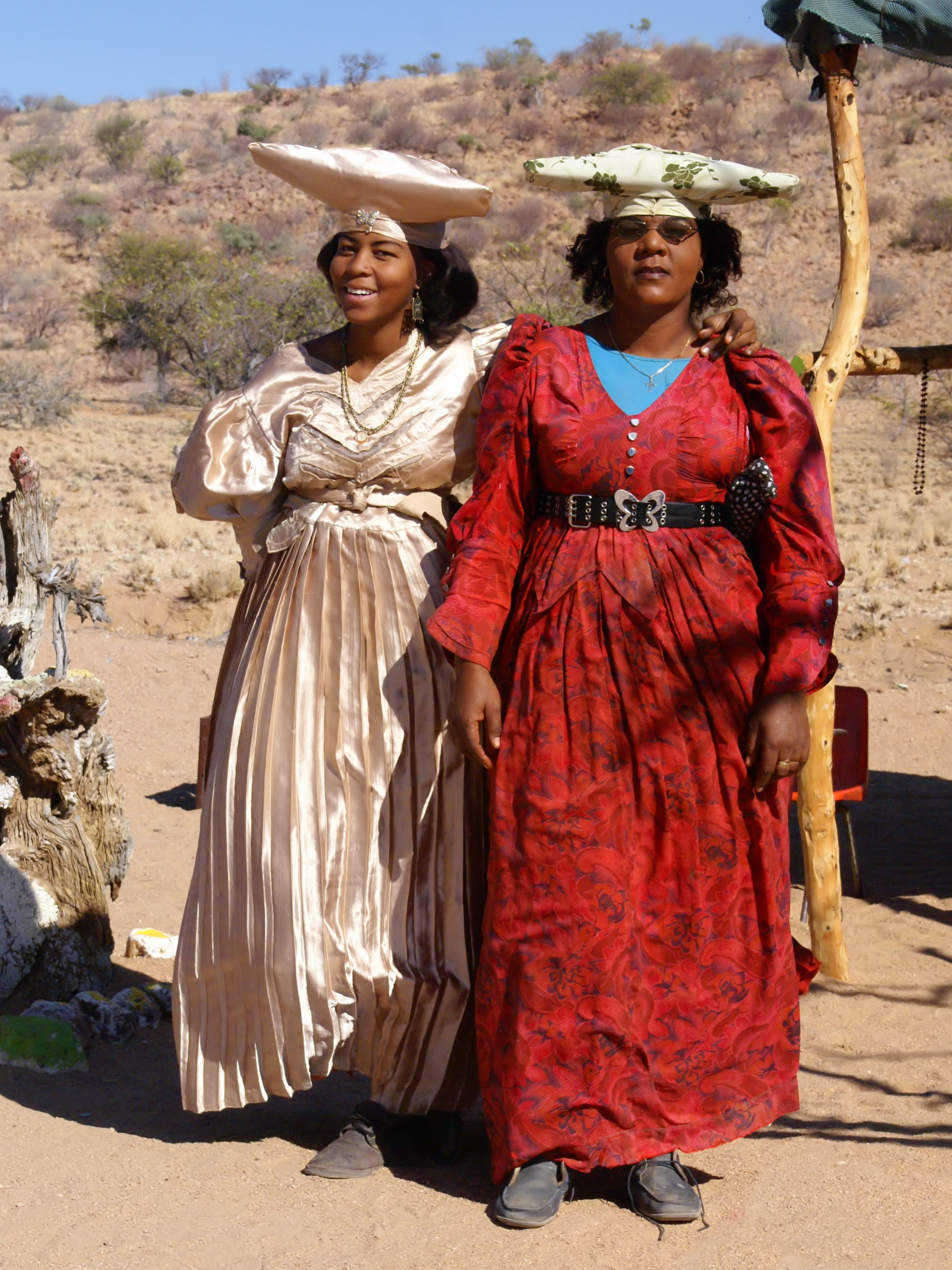
Mujeres herero cerca de Uis, Namibia.

Los herero, también conocidos como ovaherero, son una etnia del grupo bantú en el sur de África. Los subgrupos de herero incluyen a los clanes o linajes himba, tijimba y mbandero. Según su tradición son originarios del Gran Valle del Rift en África Oriental. Los estudios históricos los sitúan en los Grandes Lagos a mediados del siglo XV. Cuando emigraron constituían grupos de cazadores-recolectores y ganaderos nómadas. El pueblo herero es de las pocas etnias africanas en reconocer y estructurar su ascendencia siguiendo tanto la línea paterna (patrilineal) como la materna (matrilineal). Los roles de jefe y sacerdote, sin embargo, descendían solo a través de la línea masculina. La religión tradicional herero es animista con especial tributo al honor a los antepasados.
Desde principios del siglo XX los herero están repartidos entre tres países:
- Angola: 152 000, que representan el 0,45% del total de la población del país (2021).[6][7][8][9]  Los subgrupos principales son los Kuvale y los Djimba, que se encuentran repartidos por el suroeste de Angola.[10][11]
- Botsuana: 19 000 herero, ubicados en las inmediaciones del río Okavango, que suman el 0,80% de la población del país (2021).[12][13][14]
- Namibia: 280 300 personas, equivalentes al 10,47% del total de habitantes (2021).[15][16][17] Se encuentran esparcidos a lo ancho del norte del país, en las regiones administrativas de Namibia de Omaheke, Otjozondjupa, Kunene y Erongo.[14][4]

## Idioma
El idioma principal de la etnia también se lo conoce como herero. Es una lengua de origen bantú, del filo Atlántico-Congo que cuenta a 2021 con 317.000 hablantes. Como sucede en otros pueblos o naciones africanas, hay clanes o subgrupos herero que hablan otros dialectos o idiomas. Es el caso de los dhima (dima) y los tjimba, que hablan un dialecto herero,  también conocido como dima, que cuenta con 40.000 hablantes, todos de este pueblo. Por su parte la rama kuvale hablan olukuvale o kuvale, un idioma con 95.000 hablantes, todos de esta etnia. Se trata de una lengua de origen bantú, dentro del grupo de lenguas kavango-bantú suroccidental, pero considerado un dialecto umbundu.

## Subgrupos
Los herero están divididos en varios subgrupos. El más numeroso, en Angola, es el de los kuvale, quienes viven cerca a la zona desértica de la provincia de Namibe. En Namibia los principales grupos son los tjimba y ndamuranda en Kunene; los mahereo que habitan los alrededores del pueblo de Okahandja (antigua capital del bantustán dedicado para los herero, Hererolandia); los zeraua que viven en la zona de Omaruru.

## Historia

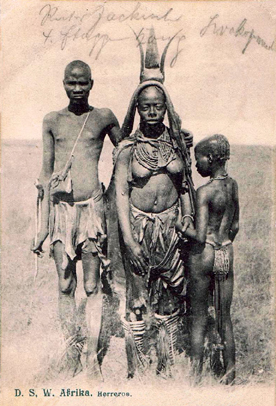
Herero en el vestido tradicional, al final del.

### Origen
Según la tradición herero sus ancestros son originarios de los Grandes Lagos desde los que partieron a mediados del siglo XV. Este movimiento poblacional que los llevó hasta el centro de la actual Namibia duró casi un siglo. A medida que avanzaban grupos menores se apartaban para asentarse en nuevos territorios, generalmente sometiendo a la población local. En este proceso se crearon nuevos nombres o etnónimos para estos pueblos aunque mantuvieron el lazo cultural con el grupo mayor. Tal es el caso de los kuvale y los chimbo (chimba) que se asentaron en Angola. El resto siguió en dirección sur a territorios de la actual Namibia, allí se formaron las ramas o clanes tjimba, himba, ndamuranda, mahereo, zeraua, mbandero y kambezembi.
La integración con pueblos nativos llevó a la adquisición de lenguas bantúes locales por parte de los herero. Se relacionaron con los khoi khoi con quienes perfeccionaron sus técnicas de cría de ganado, al mismo tiempo que adoptaron parte de su organización social (clanes matriarcales, eandad) que conciliaron con su tradición de clanes patriarcales conocidos como oruzo.
Los enfrentamientos con grupos vecinos por pasturas, incluidos los khoi khoi, se mantuvieron a lo largo del tiempo. En 1830 por los mismos motivos se enfrentaron al pueblo nama.
En ese primer tercio del siglo XIX mantenían una organización basada en la autonomía de aldeas o pequeño conjuntos de poblados. Un jefe con poder político y religioso se encargaba de administrar su colectividad local. Luego de los enfrentamientos con los nama reorganizaron sus grupos bajo una jefatura centralizada e hicieron de Okahandja su capital espiritual.

### Época colonial
En 1870 los herero firmaron un pacto de protección con los británicos a cambio de permitir el asentamiento de esto en Walvis Bay. Al mismo tiempo el Segundo Reich alemán buscaba acuerdos con otros pueblos de la zona y llevaba adelante distintas acciones con el fin de asentar una colonia en la región. Las fuerzas coloniales alemanas se asentaron en la zona en 1884 e intentaron por todos los medios lograr la colaboración de los herero pero estos resistieron las presiones de los europeos.
Con prácticas fraudulentas los colonos alemanes compraron o directamente expropiaron tierras y ganado a las poblaciones locales. La persecución y casi aniquilamiento por parte de los colonialistas alemanes, que obedecían las políticas de exterminio genocida de su líder Lothar von Trotha (algunos cálculos estiman que entre el 75 al 80 % de la población fue aniquilada, quedando en el año 1905, 16 000 herero de una población de 80 000 en 1900). Muchos herero de África del Sudoeste (antiguo nombre de Namibia) huyeron hacia otras zonas, pero sin su ganado y por lo tanto sin los medios de subsistencia de los que hasta entonces dependían; estos son los actuales hereros de Botsuana.
Luego de la muerte del rey Kwanyama, Mandume ya Ndemufayo, en 1917, los portugueses consideraron definitivamente conquistado el sur de Angola. Sin embargo, en una zona del oeste, los kuvale continuaron criando su ganado en las áridas tierras de la margen derecha del río Kunene, una zona sin ninguna vigilancia por parte de las autoridades portuguesas. Los kuvale seguían con la práctica usual de no sólo engordar su propio ganado, sino también todo aquel que podían robar. Ante las quejas de los afectados, el ejército portugués decidió acabar con estas pretensiones de independencia de la autoridad portuguesa. Entre septiembre de 1940 y febrero de 1941, las tropas portuguesas, ocuparon el territorio de los kuvale matando a un número importante de ellos, y haciendo prisioneros al 25 % de su población (unas 4000 personas) y tomando posesión de cerca del 90 % de su ganado (unas 20 000 cabezas). Los prisioneros fueron enviados al penal de Damba en Santo Tomé, y luego cedidos como trabajadores para trabajar forzadamente en las haciendas de los colonos portugueses.
La diáspora de los herero continuó por distintos motivos a lo largo del siglo XX desplazando más comunidades al sureste de Angola, el norte de Sudáfrica y el oeste de Botsuana.

## Características culturales

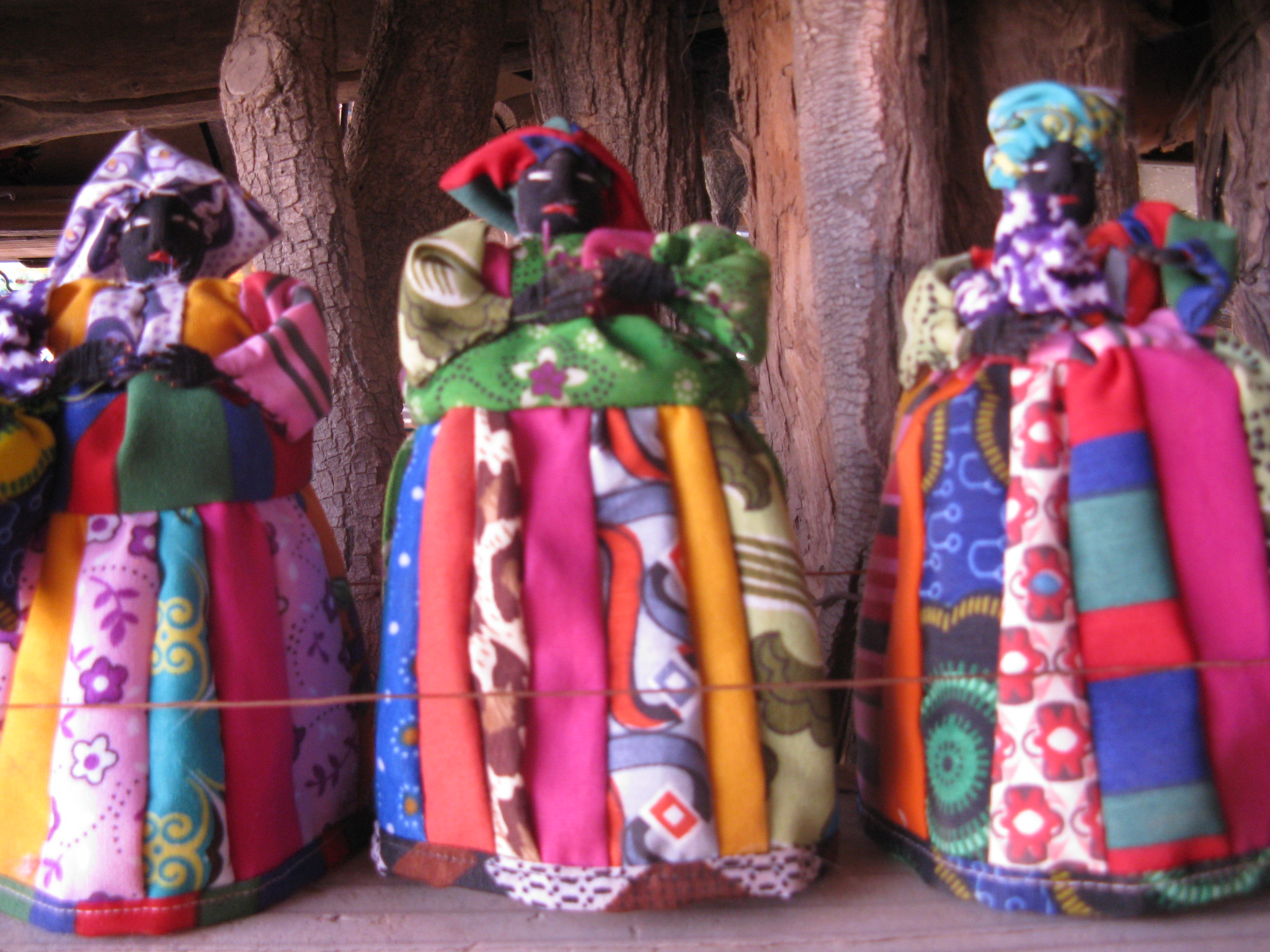
Muñecas artesanales de la cultura herero

El pueblo herero tiene un gran orgullo en su identificación y solidaridad étnica. A pesar de haber sido prácticamente aniquilado, ha mantenido sus tradiciones familiares y conciencia nacional viva. Prueba de esto es la fiesta anual herero, el Día de Maharero en agosto, cuando las unidades paramilitares herero desfilan ante sus jefes tribales a través de las calles de Okahandja, Gobabis y Omaruru. Esta conmemoración se realiza en memoria del líder histórico de la revuelta contra las fuerzas de ocupación alemana, Samuel Maharero.
A pesar de que gran parte de ellos se han convertido al cristianismo, siguen manteniendo aspectos muy tradicionales de sus antiguas prácticas religiosas. Al igual que su economía, que se centra alrededor del ganado vacuno, gran número de ceremonias espirituales se centran alrededor de la vaca como animal sagrado.
El actual traje tradicional de las mujeres herero (ver foto) es producto de la influencia europea en el siglo XIX. Los herero acostumbraban vestir como los himba; es decir, prácticamente no se vestían. Los misioneros, ofendidos por la desnudez, lograron introducir el concepto de la vestimenta, con un tipo de vestido de corte europeo de la época, pero vistoso y colorido. El peculiar sombrero que usan, se dice fue diseñado en homenaje a la forma de la cabeza de la vaca.